# Asfa-Wossen Asserate

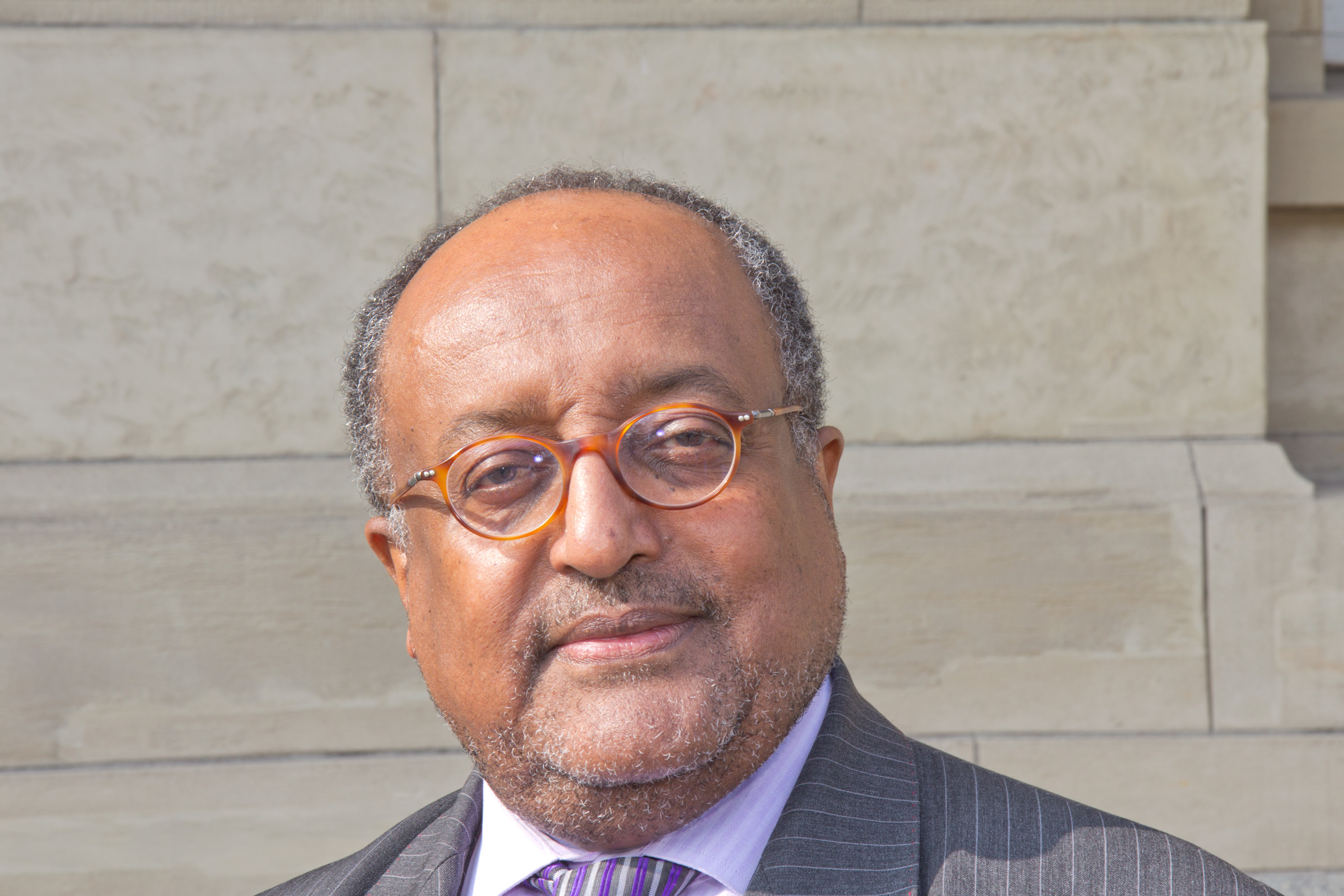
Asfa-Wossen Asserate (2012)

Asfa-Wossen Asserate (äthiop. አስፋዉ ወሰን አስራተ oder አስፋወሰን አስራተ; * 31. Oktober 1948 in Addis Abeba, damals Kaiserreich Abessinien, heute Äthiopien) ist ein äthiopisch-deutscher Unternehmensberater, Autor und politischer Analyst.
Als Großneffe des letzten äthiopischen Kaisers Haile Selassie, Urenkel der Kaiserin Menen Asfaw und Sohn des letzten Präsidenten des kaiserlichen Kronrates, Oberst Leul Ras (Herzog) Asserate Kassa (1922–1974), und dessen Ehefrau Leult (Prinzessin) Zuriash Worq Gabre-Iqziabher (1930–2020) ist er Angehöriger eines Zweigs der Salomonischen Dynastie, des entthronten äthiopischen Kaiserhauses. Bekannt machte ihn sein Buch Manieren (2003).

## Leben
Lij (Infant) Asfa-Wossen Asserate besuchte die Deutsche Schule Addis Abeba. Nach dem Abitur studierte er an der Eberhard Karls Universität Tübingen und am Magdalene College Rechtswissenschaft, Volkswirtschaft und Geschichte. Er folgte einer Anregung von Paulus von Stolzmann, dem deutschen Botschafter in Addis Abeba, und schloss sich dem Corps Suevia Tübingen an. Da Asfa-Wossen als Angehöriger eines Regierenden Hauses keine Mensuren fechten durfte, wurde er Corpsschleifenträger der Suevia. In seiner Autobiographie (2007) widmet er seiner Aktivenzeit ein ganzes Kapitel (Gaudeamus igitur). Dem Korporationswesen fühlt er sich nach wie vor verbunden. Mehrfach referierte er vor Studentenverbindungen, so etwa im Sommersemester 2021 bei der Marburger Burschenschaft Rheinfranken zur Afrikapolitik.
1978 wurde Asfa-Wossen bei Eike Haberland an der Johann Wolfgang Goethe-Universität Frankfurt am Main mit einer historischen Arbeit zu einem Aspekt der äthiopischen Geschichte zum Dr. phil. promoviert.
Mit Beginn der kommunistischen Revolution in Äthiopien und der Machtübernahme durch die Militärjunta Derg im Jahr 1974 wurde sein Vater ohne Gerichtsverhandlung hingerichtet und seine Familie verhaftet. Jahrelang wurden seine Mutter und die meisten seiner Geschwister ohne Kontakt zur Außenwelt und unter häufiger Bedrohung gefangen gehalten. Asfa-Wossen selbst hingegen wurde gezwungen, in Deutschland zu bleiben, und konnte bis zum Sturz des Mengistu-Regimes 1991 nicht in sein Heimatland zurückkehren. 1976 gründete er die erste Menschenrechtsorganisation für Äthiopien, den Council for Civil Liberties in Ethiopia. Er setzte sich für die Freilassung der politischen Gefangenen in Äthiopien und seiner in Sippenhaft gehaltenen Familienmitglieder ein.
Von 1980 bis 1983 war er Chef der Presseabteilung der Messe Düsseldorf. Seither ist er als selbständiger Unternehmensberater zu Afrika und dem Nahen Osten tätig.
Seit 1981 besitzt er die deutsche Staatsbürgerschaft. Seit 1991 darf er sein Geburtsland wieder besuchen. Er bemüht sich um die Verbesserung von dessen Außenwirtschaft. 1994 gründete er Orbis Aethiopicus, die Gesellschaft zur Erhaltung und Förderung der äthiopischen Kultur, die sich der Erhaltung und Pflege der äthiopischen Kultur, Denkmäler und der Weiterreichung der äthiopischen Geschichte an die neue Generation widmet. Asfa-Wossen Asserate engagiert sich zudem für die Verbreitung der Kenntnisse über Äthiopien und seine traditionsreiche Vergangenheit in Deutschland und kämpft für die Äthiopistik. Ihr institutioneller Bestand ist in ganz Europa gefährdet.
Im Herbst 2020 gehörte er zu den Erstunterzeichnern des Appells für freie Debattenräume.
Im Zweiten Äthiopischen Bürgerkrieg zwischen der äthiopischen Zentralregierung und der TPLF-Regionalregierung in Tigray verteidigte er weitgehend die Positionen von Premierminister Abiy Ahmed.

## Titel und Anrede
Den äthiopischen Titel „Lij“ („Infant“, „Prinz“) erhielten bis zum Sturz des Kaiserhauses 1974 Nachfahren der salomonischen Dynastie. Der Name des Vaters (transliteriert als Asserate oder Asrate) folgt den äthiopischen Namensregeln gemäß dem ersten, eigentlichen Namen. Es gibt in Äthiopien keine Vornamen und Familiennamen.
Die vollständige Anrede ist Dr. Asfa-Wossen Asserate, nach äthiopischer Namenskonvention alternativ Dr. Asfa-Wossen (nicht „Herr Asserate“ oder ähnlich, da dies der Name seines Vaters war). Wer internationalen Adelskonventionen folgen möchte, kann Dr. Asfa-Wossen Asserate mit „Kaiserliche Hoheit“ oder aber mit „Prinz“ bzw. dem früheren äthiopischen „Lij“, gefolgt vom Namen, ansprechen.
Für den Umgang in Deutschland bevorzugt Asfa-Wossen Asserate nach eigener Aussage jedoch die hierzulande gewöhnliche Anrede „Herr (Dr.) Asserate“.

## Bücher

### Manieren
Asfa-Wossen Asserates im Oktober 2003 auf der Frankfurter Buchmesse vorgestelltes Buch Manieren, das sich mit europäischen und speziell deutschen Umgangsformen beschäftigt, wurde innerhalb kurzer Zeit ein Bestseller. Es ist zuerst in der von Hans Magnus Enzensberger herausgegebenen Reihe Die Andere Bibliothek erschienen. In der Frankfurter Allgemeinen Zeitung erschien ein vielbeachteter Vorabdruck.
Anfang 2004 wurden Zweifel geäußert, ob Asfa-Wossen Asserate das Buch wirklich selbst geschrieben habe. Asfa-Wossen Asserate selbst hat jedoch auf Nachfrage von Beginn an darauf verwiesen, dass das Buch von seinem Freund, dem Schriftsteller Martin Mosebach, redigiert worden sei.
Einige Rezensenten stellten Asfa-Wossen Asserates Buch in eine Reihe mit dem Knigge von 1788 und dem Schönfeldt von 1987, obwohl es sich streng genommen bei dem Buch um keinen verbindlichen Ratgeber der Manieren handelt. Gelobt wurde auch, dass der Autor auf internationalem Parkett bewandert sei, gesellschaftliche Erscheinungen anderer Völker und Kulturen sowie geschichtliche Entwicklungen einbeziehe. Asfa-Wossen Asserates Buch wurde in einigen Feuilletons als Angriff auf die Generation der „68er“ gewertet.
Die „Manieren“ sind kein Lehrbuch oder Leitfaden für gutes Benehmen. Vielmehr handelt es sich um soziologische und kulturgeschichtliche Betrachtungen des Verhaltens europäischer Menschen. Da jedoch zumeist auch die Meinung des Autors zu einem konkreten Problem anklingt, gibt das Buch durchaus Orientierung.
Im Januar 2004 wurde er für Manieren mit dem Adelbert-von-Chamisso-Preis ausgezeichnet, der an Autoren vergeben wird, die auf Deutsch schreiben, deren Muttersprache aber nicht das Deutsche ist.
Im April 2007 war ein Teil des Kapitels Die Ehre Bestandteil der Abiturprüfung in Baden-Württemberg.
Asfa-Wossen war Schirmherr der im Dezember 2009 im Focke-Museum eröffneten Ausstellung Manieren. Geschichten von Anstand und Sitte aus sieben Jahrhunderten.

### Ein Prinz aus dem Hause David
Der Titel von Asfa-Wossen Asserates Lebenserinnerungen Ein Prinz aus dem Hause David und warum er in Deutschland blieb will auf seine Abstammung von David, dem Herrscher des Davidisch-salomonischen Großreiches und Vater Salomos, hinweisen (dies gründet sich allerdings mehr auf das historische Selbstverständnis der äthiopischen Kaiserdynastie als auf konkrete, historisch gesicherte Tatsachen). Nach einer Legende soll die sog. Salomonische Dynastie Äthiopiens zwar von Menelik, einem angeblichen Sohn von König Salomo und der Königin von Saba, abstammen; tatsächlich aber ist die Genealogie des Kaiserhauses erst ab dem Jahr 1270 n. Chr., also fast 2300 Jahre nach der Zeit Salomos, als einigermaßen gesichert zu betrachten, als die bis dahin regierende Zagwe-Dynastie von den Ahnen Asfa-Wossen Asserates abgelöst wurde.

### Draußen nur Kännchen
Sein im Herbst 2010 erschienenes Buch Draußen nur Kännchen ist laut Eike Freese „ein liebevoll zusammengetragenes Kuriositätenkabinett der deutschen (Un-) Kultur – lustig, geistreich und interessant“. Asfa-Wossen Asserate zeichnet ein Porträt seiner Tübinger Wahlheimat, ihrer Bewohner und deren Eigenheiten in Anekdoten und Ausflügen in die Geschichte. Titelgebend war eine Anekdote, die laut Asfa-Wossen Asserate in einem Café auf dem Tübinger Marktplatz stattgefunden habe, bei der man ihn belehrt habe, dass „draußen nur Kännchen“ serviert würden.

## Schriften
- Die Deutsche Schule in Addis Abeba – aus äthiopischer Sicht. In: Zeitschrift für Kulturaustausch, Äthiopien. Sonderausgabe 1973, E 7225 F, S. 162–175.
- Manieren. Eichborn, Frankfurt am Main 2003, ISBN 3-8218-4739-5.
- als Herausgeber mit Aram Mattioli: Der erste faschistische Vernichtungskrieg. Die italienische Aggression gegen Äthiopien 1935–1941. SH-Verlag, Köln 2006, ISBN 978-3-89498-162-4 (Italien in der Moderne 13; siehe SH-Verlag – Artikeldetails).
- als Herausgeber: Adolph Freiherr Knigge: Benjamin Noldmanns Geschichte der Aufklärung in Abessynien. Eichborn, Frankfurt am Main 2006, ISBN 3-8218-4569-4.
- Ein Prinz aus dem Hause David und warum er in Deutschland blieb. Scherz, Frankfurt am Main 2007, ISBN 978-3-502-15063-3.
- Draußen nur Kännchen. Meine deutschen Fundstücke. Scherz, Frankfurt am Main 2010, ISBN 978-3-502-15157-9; als Taschenbuch: Fischer, Frankfurt am Main 2012, ISBN 978-3-596-18157-5.
- Afrika. Die 101 wichtigsten Fragen und Antworten. Beck, München 2010, ISBN 978-3-406-60096-8.
- Integration oder die Kunst, mit der Gabel zu essen. Utz, München 2011, ISBN 978-3-8316-4044-7.
- Deutsche Tugenden Von Anmut bis Weltschmerz. Beck, München 2013, ISBN 978-3-406-64504-4.
- Der letzte Kaiser von Afrika: Triumph und Tragödie des Haile Selassie. Propyläen, Berlin 2014, ISBN 978-3-549-07428-2.
- Die neue Völkerwanderung. Propyläen, Berlin 2016, ISBN 978-3-549-07478-7.[14]
- Den Glauben zur Vernunft, die Vernunft zum Glauben bringen. Nicolai, Berlin 2018, ISBN 978-3-96476-014-2.
- Wer hat Angst vorm Schwarzen Mann? dtv Verlagsgesellschaft, München 2021, ISBN 978-3-423-26314-6.
- Deutsch vom Scheitel bis zur Sohle. Die Andere Bibliothek, Berlin 2023, ISBN 978-3-8477-0466-9.

## Ehrenämter
- Mitglied des Innovationsbeirates des Bundesministeriums für wirtschaftliche Zusammenarbeit und Entwicklung
- Mitglied des Alumni-Rates der J.-W.-Goethe-Universität
- Gründer und Vorsitzender des Kuratoriums des Orbis Aethiopicus, der Gesellschaft für die Erhaltung und Förderung der äthiopischen Kultur e. V.
- Vorsitzender des Kuratoriums „Gesellschaft für die Förderung von Museen in Äthiopien“
- Vorsitzender des Beirates des Deutsch-Äthiopischen Studenten- und Akademikervereins e. V. (DÄSAV e. V.)
- Schirmherr des Project E (Ethiopia, Education, English)
- Schirmherr der Gesellschaft zur Förderung der äthiopischen Künste e. V.
- Mitglied des Kuratoriums „Jugend debattiert“[15]
- Schirmherr des MoveForwardProject zur Unterstützung der nachhaltigen Bildung für Jugendliche in Afrika
- Ehrenbeirat bei Stay – Stiftung für multiplikative Entwicklung
- Schirmherr bei Opportunity International Deutschland

## Auszeichnungen
- 2004: Adelbert-von-Chamisso-Preis für Manieren
- 2010: Ehrensenator der Universität Tübingen[16]
- 2011: Walter-Scheel-Preis des Bundesministeriums für wirtschaftliche Zusammenarbeit und Entwicklung[17]
- 2011: Listros Award[18]
- 2015: Jacob-Grimm-Preis
- 2016: Verdienstkreuz am Bande
- 2019: Ritter des Ordens vom Goldenen Vlies (Österreichischer Zweig)